# Lilium akkusianum
Lilium akkusianum là một loài thực vật có hoa trong họ Liliaceae. Loài này được Gämperle miêu tả khoa học đầu tiên năm 1998.